# Olympische Sommerspiele 2004/Teilnehmer (Bolivien)
| Gelbes Symbol für Goldmedaillen mit stilisierten Olympischen Ringen | Graues Symbol für Silbermedaillen mit stilisierten Olympischen Ringen | Braundes Symbol für Bronzemedaillen mit stilisierten Olympischen Ringen |
| ------------------------------------------------------------------- | --------------------------------------------------------------------- | ----------------------------------------------------------------------- |
| —                                                                   | —                                                                     | —                                                                       |

Bolivien nahm an den Olympischen Sommerspielen 2004 in Athen, Griechenland, mit einer Delegation von sieben Sportlern (vier Männer und drei Frauen) teil.

## Teilnehmer nach Sportarten

### Judo
- Juan José Paz
Halbleichtgewicht (bis 66 kg) Männer: Qualifikation

### Leichtathletik
- Fadrique Iglesias
800 Meter Männer: Vorläufe

- Geovana Irusta
20 km Gehen: 41. Platz

### Schießen
- Rudolf Knijnenburg
10 Meter Luftpistole Männer: 47. Platz

### Schwimmen
- Mauricio Prudencio
50 Meter Freistil Männer: Vorläufe

- Katerine Moreno
100 Meter Rücken Frauen: Vorläufe

### Turnen
- Maria José de la Fuente
Einzelmehrkampf: DNS